# 堡貝門利
堡門貝利（Bromley-by-Bow）是英格蘭東倫敦的一個地區，在行政區劃上屬於哈姆雷他塔倫敦自治市，位於查令十字東北4.8英里（7.7）。這裡原本正式名稱是布羅姆利（Bromley）。1967年倫敦地鐵延伸至此之後在這裡設置了堡貝門利站，以和布羅姆利區分。該地區也改名堡門貝利。